# James Carter (Schwimmer)
James „Jim“ Hill Carter (* 12. Februar 1957) ist ein ehemaliger britischer Schwimmer. Er gewann eine Bronzemedaille bei Weltmeisterschaften sowie je eine Silber- und Bronzemedaille bei Europameisterschaften.

## Karriere
Bei den Olympischen Spielen 1972 in München trat Carter über 1500 Meter Freistil an und schied als 22. der Qualifikation aus. Anfang 1974 fanden in Christchurch die British Commonwealth Games 1974 statt. Carter wurde Vierter mit der schottischen 4-mal-200-Meter-Freistilstaffel und über 1500 Meter Freistil. Außerdem wurde er Achter über 200 Meter Lagen und Fünfter über 400 Meter Lagen. Bei den Europameisterschaften 1974 in Wien siegte über 1500 Meter Freistil Frank Pfütze aus der DDR, 0,21 Sekunden dahinter schlug Carter als Zweiter an. 1975 erreichte Carter bei den Weltmeisterschaften in Cali drei Endläufe. Über 400 Meter Lagen wurde er Sechster und über 200 Meter Rücken Achter. Die britische 4-mal-100-Meter-Lagenstaffel mit James Carter, David Wilkie, Brian Brinkley und Gordon Downie erhielt die Bronzemedaille hinter der Staffel aus den Vereinigten Staaten und dem westdeutschen Quartett.
Bei den Olympischen Spielen 1976 in Montreal schied Carter auf beiden Rückendistanzen und über 400 Meter Lagen im Vorlauf aus. Die Lagenstaffel mit James Carter, David Wilkie, John Mills und Brian Brinkley erreichte das Finale und hatte als viertschnellste Staffel beim Anschlag über zwei Sekunden Rückstand auf die drittplatzierte deutsche Staffel. Bei den Europameisterschaften 1977 in Jönköping gewann die Lagenstaffel aus der BRD vor der Lagenstaffel aus der DDR. Dahinter erkämpften James Carter, Duncan Goodhew, John Mills und Martin Smith die Bronzemedaille. 1978 belegte Carter bei den Commonwealth Games in Edmonton über beide Rückendistanzen jeweils den sechsten Platz. Bei den Weltmeisterschaften in West-Berlin wurde Carter 11. über 200 Meter Rücken und 19. über 100 Meter Rücken. Zwei Jahre später schied Carter bei den Olympischen Spielen 1980 in Moskau über 200 Meter Rücken als 21. der Vorläufe aus.
James Carter schwamm zunächst für einen schottischen Verein, dann für den australischen Ryde-Carlile Swimming Club und schließlich für die University of California, Berkeley. Nach seiner Graduierung blieb er in Kalifornien und wurde Koch. 2001 eröffnete er sein eigenes Restaurant in Berkeley, das 2018 schloss.